# Matchless G11-serie
De Matchless G11-serie was een serie motorfietsen die het Britse merk Matchless produceerde van 1956 tot 1959. De machines waren bijna identiek aan het AJS Model 30. Matchless en AJS behoorden beiden tot Associated Motor Cycles, dat door middel van badge-engineering identieke modellen onder beide merknamen aanbood.

## Voorgeschiedenis
Matchless leverde in de jaren vijftig aanvankelijk vooral eencilinders, zoals de 350cc-Matchless Model G3-serie en de 500cc-Matchless Model G80-serie. Toen kort na de Tweede Wereldoorlog Triumph de Triumph Speed Twin en BSA de BSA A7 tweecilinders op de markt brachten, reageerde Matchless in 1948 met de 500cc-Matchless G9, die vooral was bestemd voor de Verenigde Staten, maar vanaf 1949 ook in Europa te koop was. Deze G9, identiek aan het AJS Model 20, had als voordeel dat er een behoorlijke achtervering aan boord was, waardoor de wegligging veel beter was dan die van de Triumph en de BSA. Toch sloeg de concurrentie al in 1950 een nieuwe slag, toen de 650cc-Triumph 6T Thunderbird en BSA A10 op de markt kwamen. Matchless reageerde daar niet op, waardoor de Amerikaanse importeur Frank Cooper in arren moede op eigen initiatief de 550cc-Matchless G9B ontwikkelde.

## Matchless G11
Pas in 1956 bracht Associated Motorcycles de 600cc-modellen Matchless G11 en AJS Model 30 uit. Constructeur Phil Walker boorde de G9 zes millimeter op, zodat de boring op 72 mm kwam. De slag bleef gelijk: 72,8 mm, waardoor de motor bijna vierkant was en de cilinderinhoud op 592,8 cc kwam. Evenals de 500 cc G9, was de G11 uitgerust met een derde krukaslager tussen de beide drijfstanglagers, waarmee de motor afweek van de Britse concurrentie. De G11 werd, evenals de overige Matchless modellen, met ingang van 1957 uitgerust met een AMC versnellingsbak. Deze versnellingsbak is een door AMC doorontwikkelde en verbeterde versie van de Norton versnellingsbak. Dit was mogelijk omdat Norton in 1953 was opgenomen in de AMC-Group. Uiterlijk week de Matchless G11 niet erg af van de G9. Met ingang van 1958 werd het plaatstalen deksel van de primaire ketting vervangen door een aluminium deksel dat geschroefd was. Het oude deksel zat vast met een klemband die het oliebad waarin de ketting liep niet goed binnenboord hield. Journalist Vic Willoughby van The Motor Cycle onderwierp de machine in 1958 aan een zware test. Op het circuit van de Motor Industry Research Association reed hij met de G11 bijna 165 km in één uur, een prestatie waar ook de 650cc-modellen van de concurrentie een puntje aan konden zuigen. Het betrof hier wel een sportversie die onder supervisie van AMC  constructeur Jack Williams gebouwd was en die waarschijnlijk de CS/CSR-kwalificaties had. 

### Motor
De motor was een luchtgekoelde 592,8cc-paralleltwin met twee hoogliggende nokkenassen, een voor en een achter de cilinder. Hij had een slag van 72,8 mm, terwijl de boring 72 mm bedroeg. Er was een dry-sump smeersysteem toegepast. De enkele carburateur was een Amal 376/8 en de ontsteking verliep via een Lucas K2F-magneet. De motor werd gestart door een kickstarter die op de losse versnellingsbak zat.

### Transmissie
De aandrijving verliep via een primaire ketting die in een oliebad liep, een meervoudige natte plaatkoppeling, en een Burman B52 versnellingsbak (met ingang van 1957 een AMC versnellingsbak) en een secundaire ketting die een open kettingscherm had. 

### Rijwielgedeelte
De G11 had een semi-dubbel wiegframe, met een enkele buis die vanaf het balhoofd naar de onderkant van het motorblok liep en daar in tweeën werd gesplitst. Voor was de door AMC zelf ontwikkelde Teledraulic-telescoopvork gemonteerd, achter twee AMC-veer/demperelementen. Beide wielen waren voorzien van trommelremmen.

## Matchless G11CS en G11CSR
In 1958 verschenen de G11CS (Competition Scrambler) en de G11CSR (Competition Scrambled Roadster) clubmanracer. Zoals de naam al zegt was de CS bedoeld als scrambler, vooral voor de motorcross in Canada en de Verenigde Staten, maar zeker ook voor de desert races in Californië, Nevada en Arizona. De machine werd net als de G11 geleverd met 19 inch velgen, maar met kleinere, aluminium spatborden waarvan het voorste plaats bood aan een 21 inch velg. De machine kreeg het speciale frame van de crossmodellen en ook de kleinere 9-liter tank. Voor wedstrijdgebruik kon de koplamp snel verwijderd worden. Ook de CSR had aluminium spatborden, maar ook een opgevoerde motor die ca. 40 pk leverde. De machine was ook lichter dan de G11, 172 i.p.v. 181 kg. Van de CS werden waarschijnlijk minder dan 500 exemplaren gebouwd, van de CSR slechts 30. Vrijwel al deze machines gingen naar Canada en de VS. De belangrijkste oorzaak van de lage productieaantallen was de introductie van de 650cc-Matchless G12 in hetzelfde jaar.

## Afbeeldingen

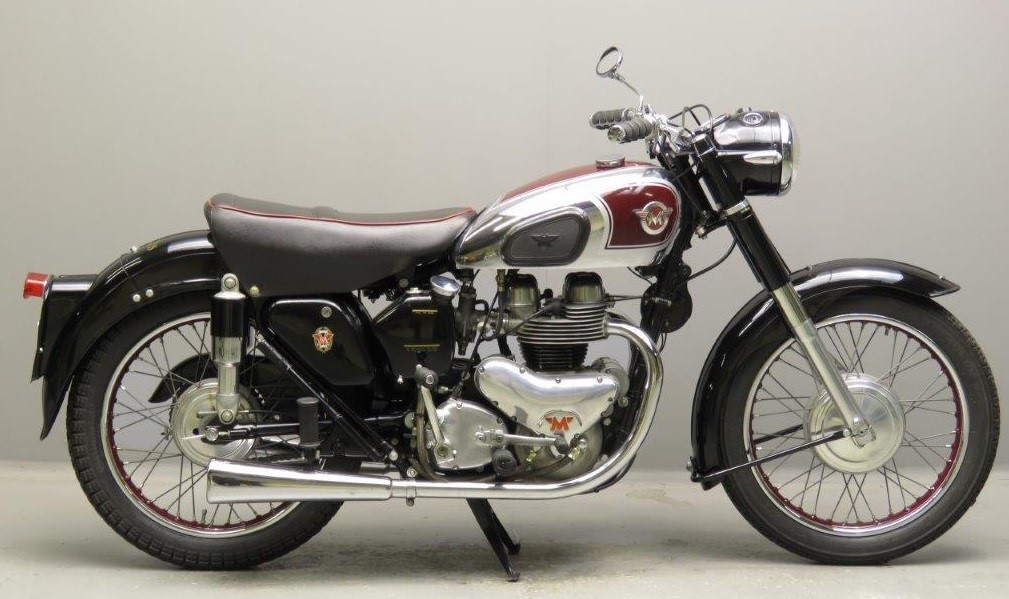
De voorganger: Matchless G9 uit 1956.
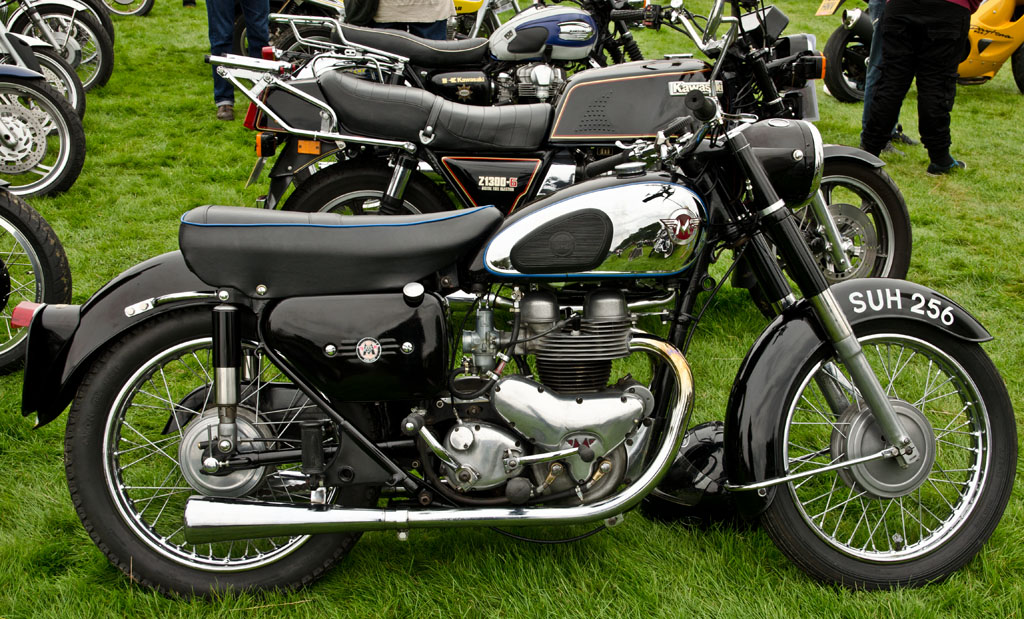
Matchless G11 uit 1959. Sinds 1958 bood Associated Motor Cycles voor het eerst sinds de Tweede Wereldoorlog weer volledig verchroomde velgen aan.
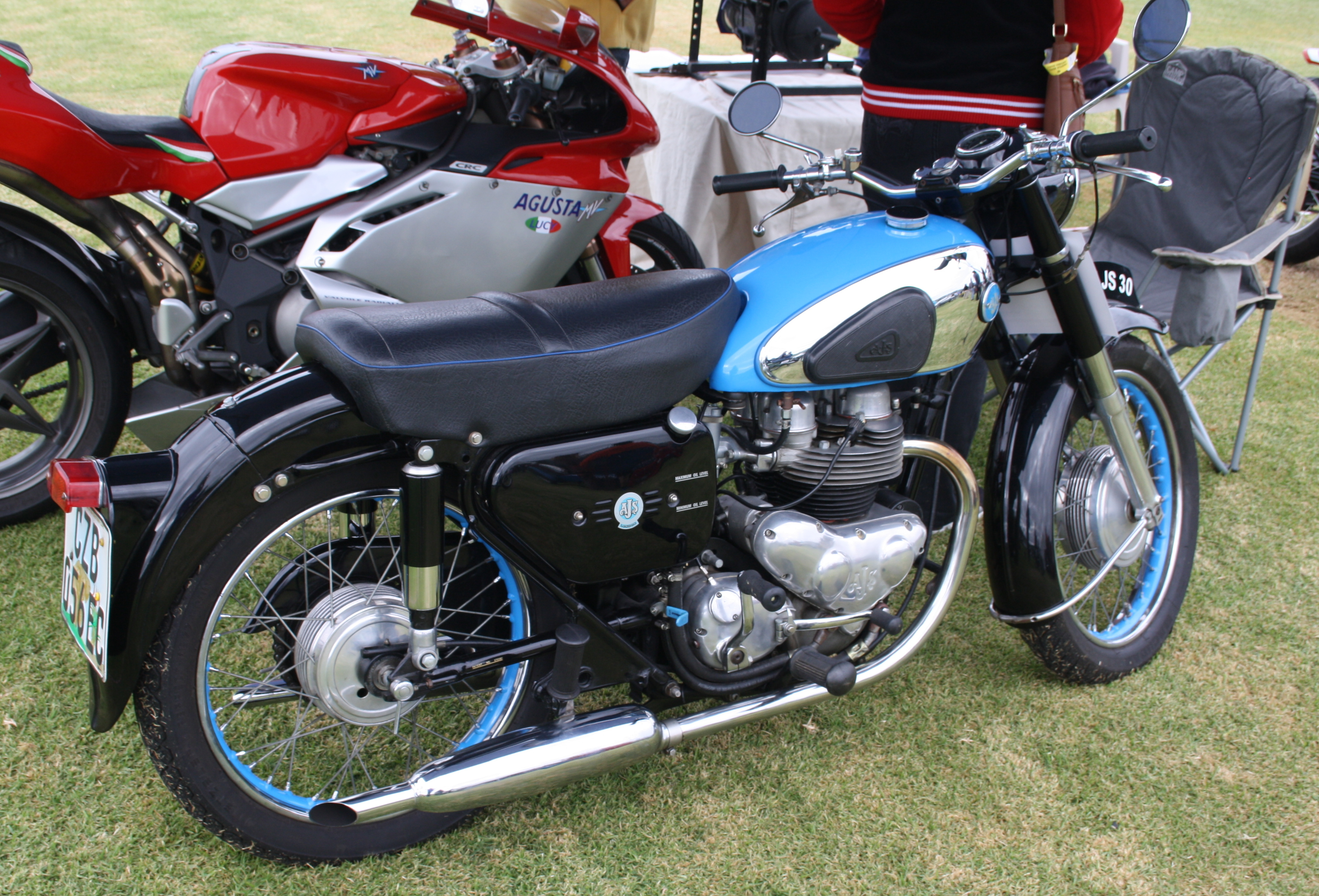
Dit identieke AJS Model 30 dateert van 1958 of eerder, getuige de deels gespoten velgen.
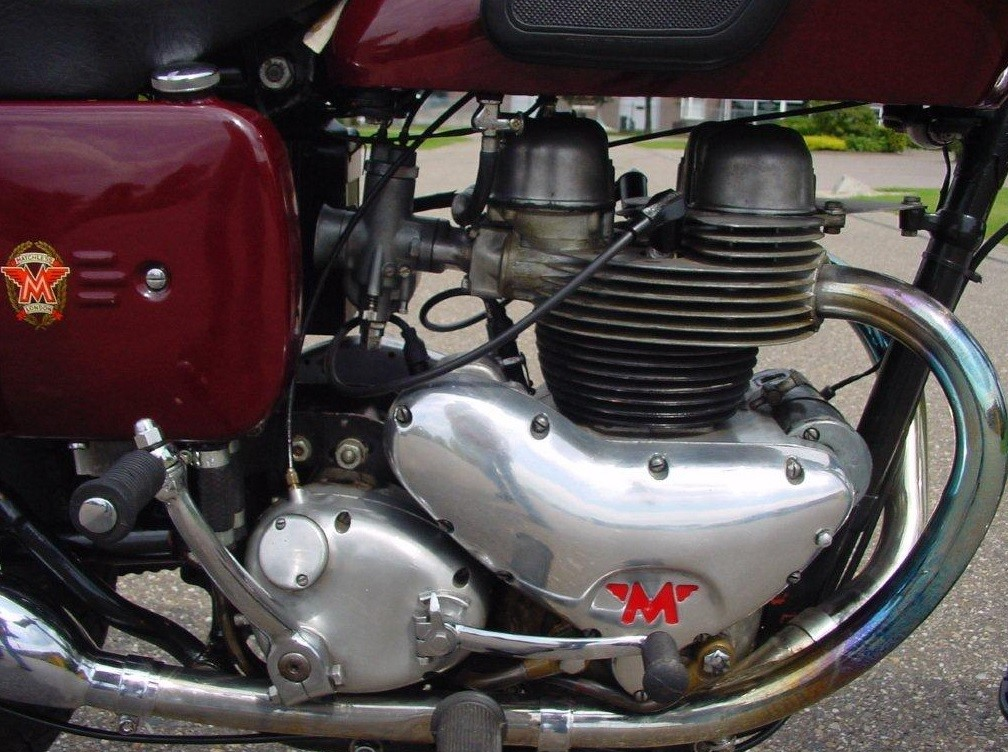
Het motorblok van de G11CS uit 1957, met de enkele Amal-carburateur, de AMC versnellingsbak en (linksboven) de olietank.
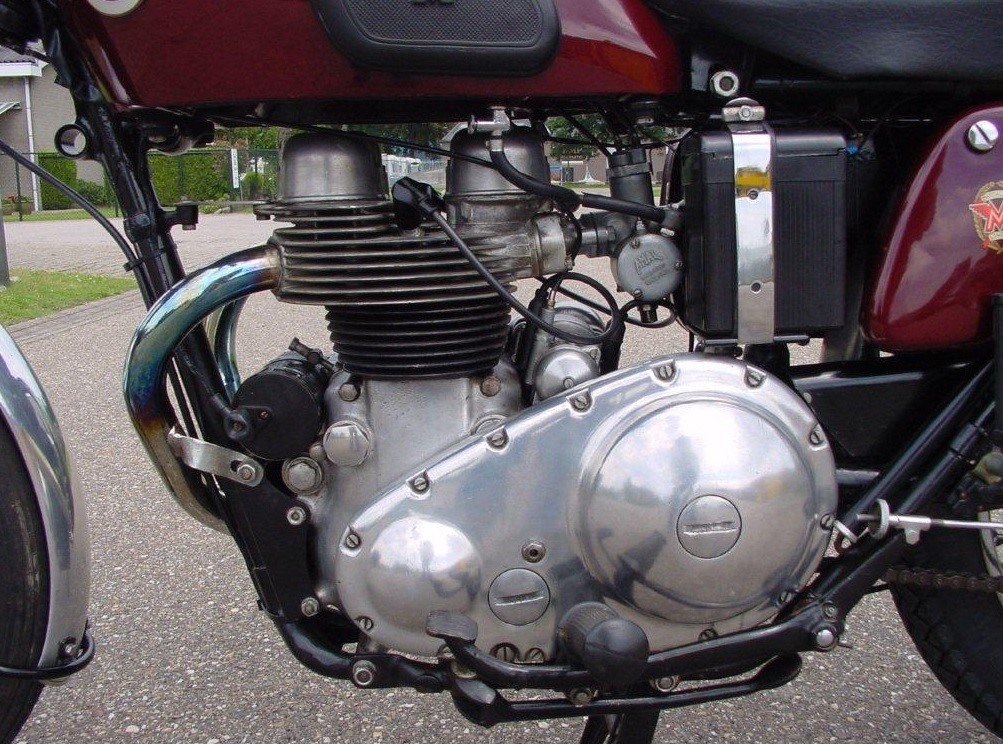
Een verbetering ten opzichte van de G9 was het geschroefde, aluminium deksel van de primaire aandrijving. Het oude, plaatstalen exempaar met klemband wilde nog weleens lekken.
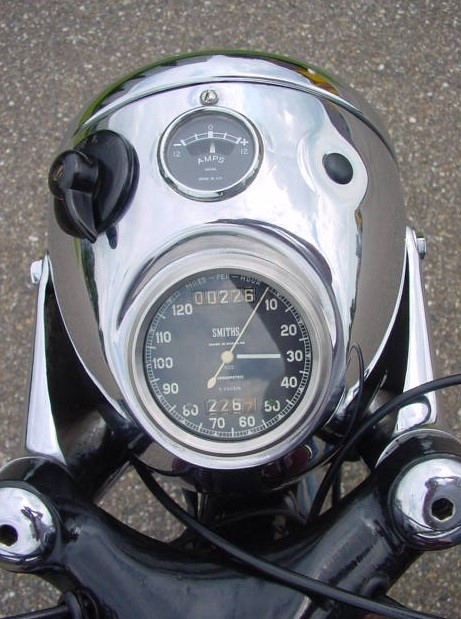
De koplamp met Smith-snelheidsmeter, ampèremeter en lichtschakelaar. De lamp en de lamporen zouden waarschijnlijk nog niet verchroomd moeten zijn.